# Stippeleend
De stippeleend (Stictonetta naevosa) is een vogel uit de familie van de eendachtigen. De wetenschappelijke naam van de soort werd in 1841 gepubliceerd door John Gould.
De populatie van de stippeleend wordt bedreigd door droogte en de jacht. De droogte zorgt er soms voor dat de stippeleend trekt naar gebieden die dichter bij de kust zijn dan hun normale leefomgeving. In deze regio's gelden bepaalde beschermende maatregelen soms niet. Dit kan betekenen dat jagers in die gebieden nog meer stippeleenden kunnen afschieten.
De laatste paar decennia hebben meerdere instellingen fokprogramma's opgericht om de populatie te steunen. Een paar voorbeelden hiervan zijn de Hunter Wetlands Centre Australia, Slimbridge Wetlands, Melbourne Zoo, Bronx Zoo, Adelaide Zoo, Healesville sanctuary en Tidbinbilla Nature Reserve. Het succes van deze fokprogramma's is wisselend.

## Omschrijving
De stippeleend is als adult herkenbaar aan de karakteristieke donkergrijze tot zwarte kleur met witte "stippen". Poten zijn bij beide geslachten grijs. De snavel van de stippeleend is dun en enigszins omhoog gericht; bij mannetjes wordt 's zomers de basis van de snavel fel roodgekleurd.

## Voedsel
De stippeleend verzamelt en eet plankton in overstroomde, landinwaarts gelegen moerassen.

## Voorkomen
De soort komt voor in het zuidoosten en zuidwesten van Australië.

## Status
De grootte van de populatie wordt geschat op 11-26 duizend vogels. Op de Rode lijst van de IUCN heeft deze soort de status niet bedreigd.

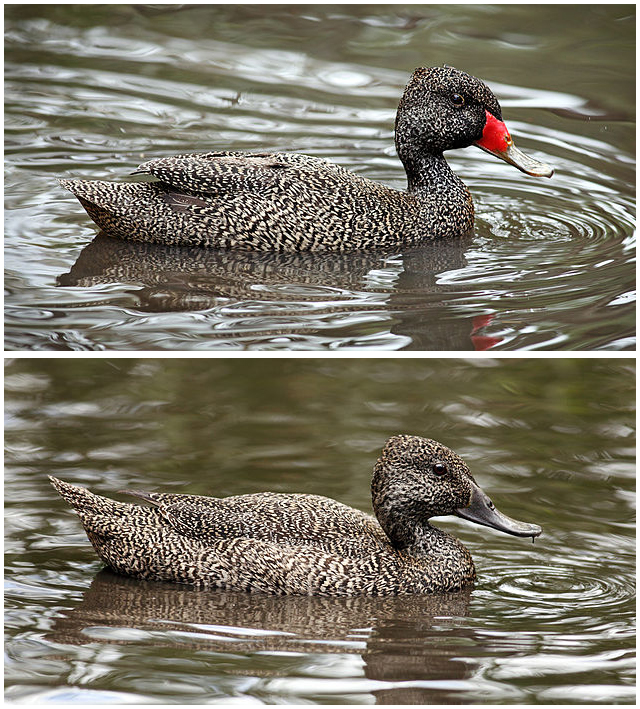
Mannetje (boven) en vrouwtje (onder)

Boomeenden (Dendrocygninae) · Witrugeend (Thalassorninae) · Zwanen en ganzen (Anserinae) · Stippeleend (Stictonettinae) · Spoorwiekgans (Plectropterinae) · Halfganzen (Tadorninae) · Grondeleenden en duikeenden (Anatinae) · Eiders, zee-eenden, zaagbekken, etc (Merginae) · Stekelstaarteenden (Oxyurinae)